# Ивано-Дуброво
Ивано-Дуброво — деревня в Мосальском районе Калужской области России. Входит в состав сельского поселения «Деревня Воронино».

## География
Деревня находится в центре региона, у реки Ресса, в 1 км от деревни Воронино, в 2 км от Излятино, в 3 км от Тимофеевское, в 77 километрах от Калуги и 220 километрах от Москвы.
Абсолютная высота 191 метр над уровнем моря.

### Климат
Климат умеренно континентальный с четко выраженными сезонами года. Характеризуется теплым летом, умеренно холодной с устойчивым снежным покровом зимой и хорошо выраженными, но менее длительными переходными периодами — весной и осенью. Средняя погода летом около 20 градусов по цельсию. Зимы умеренно холодные, средняя температура около 5 градусов.

## История
К 1890 году Ивано-Дуброво возглавляло Ивано-Дубровскую волость Мосальского уезда.
В годы Великой Отечественной место ожесточённых боёв. Возле деревни появилось братское захоронение воинов. В 1954 году здесь перезахоронили останки воинов из одиночных и небольших братских могил близлежащих деревень, провели реконструкцию, насыпали и покрыли дёрном могильный холм, установив в его центре клумбу и обложив кирпичом.

## Население
| 2002 | 2010 |
| ---- | ---- |
| 66   | ↘51  |

### Гендерный состав
По данным Всероссийской переписи населения 2010 года в гендерной структуре населения мужчины составляли 52,9 %, женщины — соответственно 47,1 %.

### Национальный состав
Согласно результатам переписи 2002 года, в национальной структуре населения русские составляли 97 %.

## Инфраструктура
Личное подсобное хозяйство. Основа экономики — сельское хозяйство.

## Достопримечательности
В трехстах метрах от деревни, за гражданским кладбищем, находится братское захоронение 127 воинов. Представляет собой могильный холм, где сооружен бетонный постамент на фундаменте и установлена полутораметровая бронзовая скульптура скорбящей женщины, возлагающей цветы. К постаменту прикреплено 9 мемориальных плит с именами захороненных.

## Транспорт
Деревня доступна автотранспортом по подъездной дороги от автодороги регионального значения «А-130 „Москва — Малоярославец — Рославль“ — Мосальск — Мещовск».